# دانشگاه نیومکزیکو
دانشگاه نیومکزیکو (به انگلیسی: University of New Mexico) یک دانشگاه تحقیقاتی دولتی در شهر آلبوکرکی واقع در ایالت نیومکزیکو آمریکا است. این دانشگاه، بزرگترین دانشگاه ایالت نیومکزیکو و یکی از بزرگترین مؤسسات استخدام‌کننده در این ایالت است.
دانشگاه نیومکزیکو مقاطع کارشناسی، کارشناسی‌ارشد، و دکترا را در زمینه‌های هنر، علوم و مهندسی ارائه می‌دهد. پردیس اصلی آن در آلبوکرکی در مساحتی بالغ بر ۲٫۴ کیلومترمربع است.
موری گل-مان از برندگان جایزه نوبل فیزیک ۱۹۶۹ در زمینه تحقیقات بر روی ذرات بنیادی، در این دانشگاه تدریس می‌کرد.

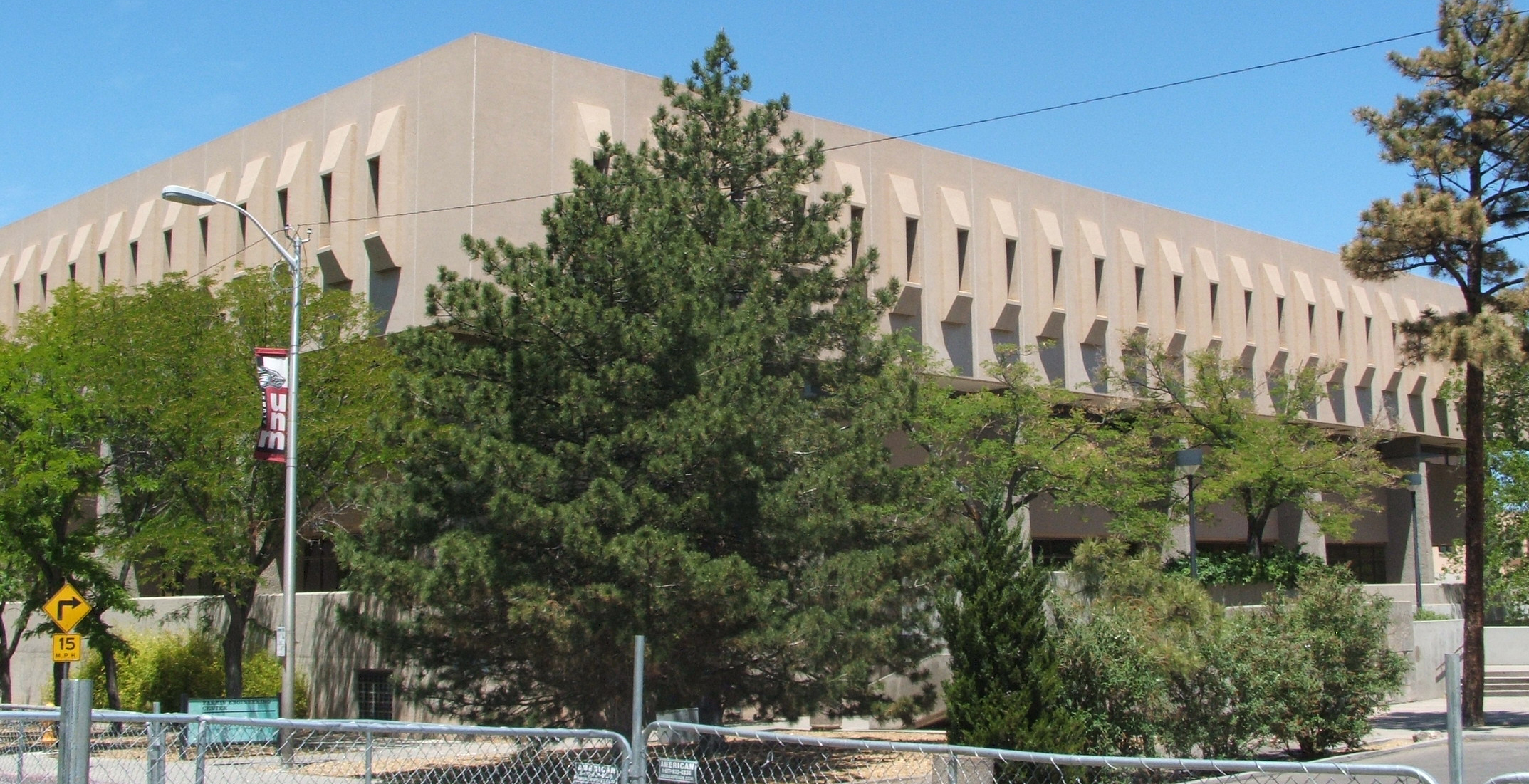
مرکز مهندسی فاریس (دانشکده علوم کامپیوتر و دانشکده مهندسی شیمی)

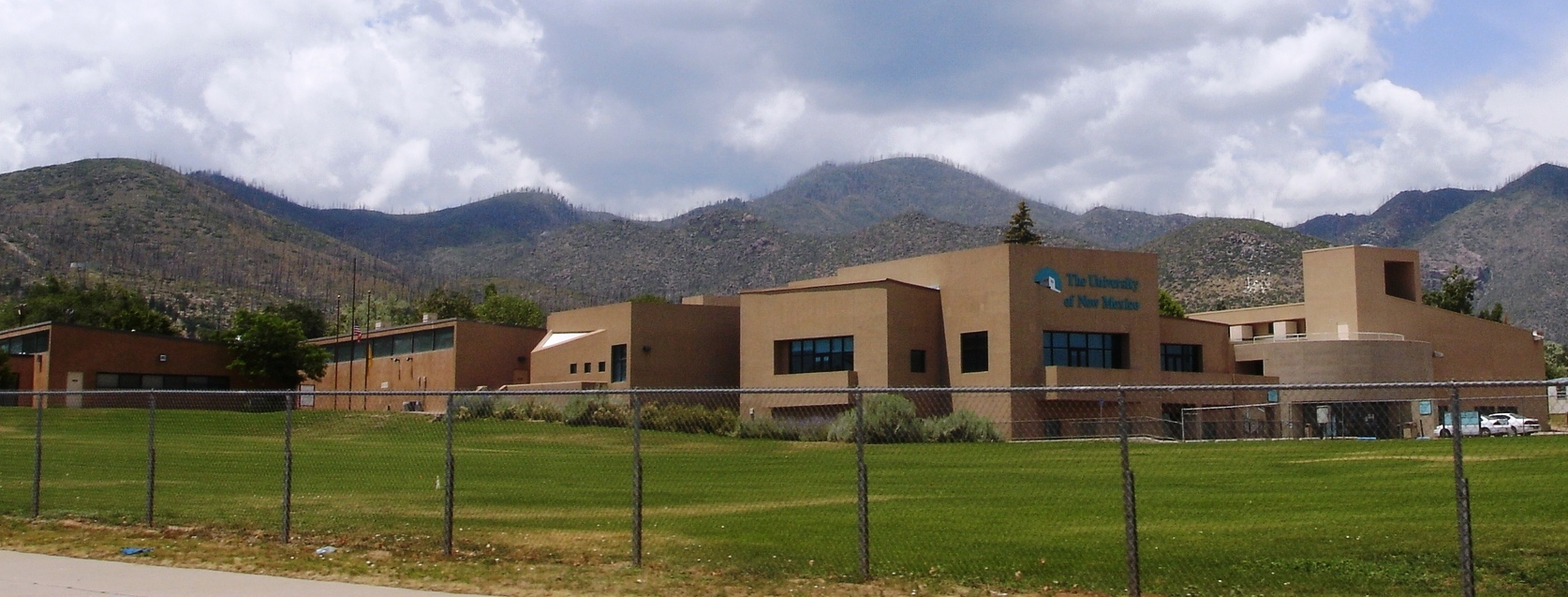
زیرساخت‌های دانشگاه در آزمایشگاه ملی لوس آلاموس